# NOX (группа)
NOX (в переводе с лат. — «ночь») — венгерская музыкальная группа, которая исполняет традиционную венгерскую музыку в современной обработке. В группе два постоянных участника: Сильвия Петер Сабо (Péter Szabó Szilvia) и Тамаш Надь (Nagy Tamás).

## Представление на «Евровидении»
Наибольшую популярность в Европе обрели после представления Венгрии в конкурсе «Евровидение-2005» в Киеве, где в финале заняли 12-е место с песней «Forogj, világ!». Это было первое участие Венгрии в конкурсе после 1998 года.

## Состав
- Сильвия Петер Сабо
- Тамаш Надь

### Танцоры
- Ференц Адамович
- Петра Дьимеши
- Чаба Жолт Хорват
- Дора Кордованьи
- Каталин Роман
- Жолт Торма
- Тамаш Надь

### Оркестр
- Сабольч Хармат — композитор
- Имре Цомба — композитор, фортепиано
- Норберт Кардош — фортепиано
- Клара Ходаси — скрипка
- Андраш Лукач — бас-гитара
- Золтан Дандо — гитара
- Ференц Кишвари — барабаны
- Ференц Гуйаш — народные музыкальные инструменты
- Балинт Хорват — фортепиано

## Дискография
- 2002 — Örökség (Наследие)
- 2003 — Bűvölet (Очарование)
- 2004 — Karácsony (Рождество)
- 2005 — Ragyogás (Сияние)
- 2006 — Örömvölgy (Долина радости)
- 2007 — Csendes (Тишина)
- 2008 — Időntúl (По ту сторону времени)
- 2009 — Most! (Сейчас!)
- 2002—2009 — Best of Nox (Nox-лучшее)

## Видеоклипы
- Százszor ölelj még! (2003)
- Ébredj fel! (2003)
- Forogj, világ! (2005)
- Csak játssz!(2005)
- Túl a Varázshegyen (2005)
- Szeretem (2006)
- Nem lesz több tánc (2006)
- Hiszed-e még? (2008)
- Még 1 perc (2009)